# Cecil Armstrong Gibbs
Cecil Armstrong Gibbs (Great Baddow, 10 augustus 1889 - Chelmsford, 12 mei 1960) was een Engelse componist.
Armstrong Gibbs (hij haatte zijn eerste naam) werd geboren in een middenklassegezin. Zijn familie runde een chemisch fabriekje voor onder andere zeep en tandpasta. Na de lagere school in Winchester ging Gibbs geschiedenis studeren aan het Trinity College in Cambridge. Muziek nam echter een steeds grotere plaats in zijn leven in, zodanig dat hij twee jaar langer In Cambridge bleef en daar les had van Charles Wood een Edward Denton. Om brood op de plank te krijgen gaf hij les in Brighton. In 1919 werd hij gevraagd een feest te geven vanwege de pensionering van de hoofdmeester en kwam met een eigen stuk: Crossings. Crossings is een toneelstuk voor kinderen naar verhalen van Walter de la Mare met begeleidende muziek van Gibbs. Hij kwam daarmee terug bij Dent, die de productie op zich naam; later zou Dent uitgroeien tot producent van opera’s. Dent op zijn beurt vond het wel aardig om een jonge dirigent in te schakelen; dat werd Adrian Boult, later een gevierd dirigent. Onbewust kwam Gibbs daardoor in de hogere muziekkringen van Engeland.
Boult was dermate enthousiast over de muziek van Gibbs, dat hij hem geld gaf om zijn opleiding te vervolmaken. Ondertussen haalde Crossings een uitvoering op de Proms van 1920. Gibbs nam lessen aan de Royal College of Music in Londen, waar hij onder meer lessen kreeg van Ralph Vaughan Williams. Ondertussen bracht hij zichzelf de muziektheorie bij.
Zijn composities leverden te weinig op om van te leven; hij vond zijn stiel in het organiseren van muziekfestivals; van 1937 tot 1952 was hij vicevoorzitter van de British Federation of Music Festivals, na al vanaf 1923 betrokken te zijn bij de organisatie. Ondertussen was hij in 1922 betrokken geraakt bij het Dunbar Choral Society waar hij tot zijn dood bij betrokken bleef.
Amstrong Gibbs componeerde een opera, een operette, gelegenheidsmuziek voor toneelstukken, een aantal cantates, drie symfonieën, een concertino for piano en strijkinstrumenten, vijf strijkkwartetten, een vioolsonate en losse werken voor koor, piano en in vergelijking zeer veel liederen. De teksten voor zijn werken waren meestal van de hand van Walter de la Mare, met wie hij een hechte vriendschap onderhield.
Zijn muziek is na de Tweede Wereldoorlog in de vergetelheid geraakt.

## Belangrijke werken
- opus 1: 1912: Strijkkwartet (niet gepubliceerd)
- opus 2: 1912: Twee liederen naar Shelley
- opus 3: 1914: Lullaby
- opus 4: 1914: The rainy day
- opus 5: 1915: Fantasie voor piano
- opus 6: 1916: Strijkkwartet (later opgenomen in opus 8)
- opus 7: 1916: Strijkkwartet in g-mineur
- opus 8: 1917: Strijkkwartet in a-mineur
- opus 9: 1917: Five dream songs
- opus 13: 1914: Philimela (Nightingale)
- opus 15: 1917: Five eyes
- opus 18: 1918: Strijkkwartet nr. 3
- opus 20: 1919: Crossings
- opus 28: 1920: The white devil
- opus 33: 1921: Orestes
- opus 34: 1921: The Betrothal
- opus 35: 1921: Drie schetsen
- opus 36: 1921: An Essex Rhapsody
- opus 39: 1922: Everyday doings
- opus 44: 1922: Two Elizabethans songs, waaronder Love is a sickness
- opus 46: 1922: Before dawn
- opus 49: 1923: Five o'clocks and cockoo flowers
- opus 50: 1923: The Blue Peter
- opus 51: 1924: Midsummer madness
- opus 52: 1925: In the high alps
- opus 53: 1925: Enchantments
- opus 62: 1927: Vier preludes voor piano
- opus 64: 1928: Le belle dames sans merci
- opus 66: 1929: The Birth of Christ
- opus 69: 1929: Birth of Christ
- opus 70: 1930: Symfonie nr. 1
- opus 71: 1932: Almayne
- opus 72: 1932: The Highwayman
- opus 76: 1933: Songs of childhood
- opus 78: 1934: The ballad of Gil Morrice
- opus 82: 1934: Fancy dress
- opus 84: 1935: A Spring Garland
- opus 88: 1936: Deborah and Barak
- opus 89: 1936: The Three Kings
- opus 90: 1937: Symfonie nr. 2 (Odysseus)
- opus 91: 1939: Forest Idyll
- opus 98: 1940: Lakeland pictures
- opus 100: 1941: Before daybreak
- opus 101: 1941: Suite voor viool en piano
- opus 102: 1942: Joan of Arc
- opus 103: 1942: Concertino voor piano en strijkorkest
- opus 104: 1944: Symfonie nr. 3 Westmorland
- opus 107: 1944: Evening service waaronder Cantate domino en Deus miscreatur
- opus 111: 1946: Songs of the mad sea
- opus 112: 1946: Prelude, andante en finale
- opus 119: 1948: The New Jerusalem
- opus 123: 1949: Pastoral Suite
- opus 124: 1949: Miniature dance suite
- opus 131: 1951: In a dream's beguiling
- opus 133: 1952: A Saviour is born
- opus 136: 1956: The High Adventure
- opus 140: 1954: Een simpel strijkkwartet
- opus 144: 1956: Suite in A
- opus 148: 1956: The fairy thorn
- opusloos: 1922: Mistletoe (lied)
- opusloos: 1933: Peacock Pie
- opusloos: 1946: Dusk
- opusloos: 1951: The Oxen (lied)
- opusloos: 1953: Mr Cornelius, operette (geweigerd door de BBC);
- opusloos: 1953: Oh Praise God in his Loneliness (orgel,zang / orkest,zang)
- opusloos: 1953: Dale and Fell, suite
- opusloos: 1956: Threnody voor strijkkwartet en strijkorkest